# = (음반)
| 전문가 평가      | 전문가 평가 |
| 총 점수          | 총 점수     |
| 출처             | 점수        |
| ---------------- | ----------- |
| AnyDecentMusic?  | 5.6/10      |
| 메타크리틱       | 59/100      |
| 평가 점수        |             |
| 출처             | 점수        |
| AllMusic         | [ 5 ]       |
| Clash            | 6/10        |
| Evening Standard | [ 7 ]       |
| The Guardian     | [ 8 ]       |
| The Independent  | [ 9 ]       |
| NME              | [ 10 ]      |
| Pitchfork        | 3.6/10      |
| Rolling Stone    | [ 12 ]      |
| The Telegraph    | [ 13 ]      |
| The Times        | [ 2 ]       |

《=》(영어: Equals)는 영국의 싱어송라이터 에드 시런의 다섯 번째 스튜디오 음반이다. 2021년 10월 29일, 어사일럼과 애틀랜틱 레코드를 통해 발매되었다. 이 음반은 다섯 개의 싱글 〈Bad Habits〉, 〈Shivers〉, 〈Overpass Graffiti〉, 〈The Joker and the Queen〉, 〈2step〉이 지원했다. 〈Visiting Hours〉라는 곡은 프로모션 싱글로 발매되었다.
발매와 동시에 《=》는 음악 평론가들로부터 대체로 엇갈린 평가를 받았는데, 음악 평론가들은 시런의 새로운 음향 실험을 높이 평가하면서도 제작을 비판했다. 이 음반은 오스트레일리아, 벨기에, 캐나다, 덴마크, 프랑스, 독일, 아일랜드, 이탈리아, 리투아니아, 네덜란드, 뉴질랜드, 스코틀랜드, 스웨덴, 영국, 미국에서 1위를 차지했다.
이 음반의 크리스마스 에디션은 2021년 12월 3일에 발매되었지만, 나중에 삭제되었다. 이 음반에는 동료 영국의 싱어송라이터 엘튼 존이 〈Merry Christmas〉라는 곡에 단독 게스트로 참여한 반면, 스탠더드 에디션에는 게스트가 참여하지 않았다.

## 배경
2021년 8월 18일, 시런은 다음 날 "큰 발표"가 있을 것이라고 말했다. 8월 19일, 그는 자신의 소셜 미디어 계정을 통해 음반과 발매일인 10월 29일을 발표했다. 그는 이 음반을 자신의 "성인식" 음반이라고 설명했다. 그에게 이 음반은 결혼, 딸의 출산, 상실 등 자신의 삶의 변화를 언급하며 "정말 개인적인 녹음이자 저에게 큰 의미가 있는 음반"이라고 말했다. 프로모션 싱글 〈Visiting Hours〉는 발표와 함께 공개되었다.
2021년 6월 27일, 캐피틀 FM과의 인터뷰에서 시런은 음반 투어에 들어가기 전에 영화 《예스터데이》를 위해 만든 곡들이 음반의 리패키지 버전에 등장하는 것을 보고 싶다고 말하기도 했다.

## 상업적 성과
《=》는 첫 주에 139,000장을 판매하며 영국에서 1위로 데뷔하여 나머지 주 톱 30을 모두 능가했다. 이 음반은 영국에서 2021년 음반으로는 세 번째로 큰 오프닝 주를 기록했으며, 아델의 《30》에 이어 2021년 음반으로는 두 번째로 빠르게 판매된 음반이다. 이후 영국에서 42만 2,000장의 판매량을 기록하며 두 번째로 많이 팔린 음반이 되었다.
이 음반은 빌보드 200 차트에서 1위를 차지하며 미국에서 시런의 네 번째 차트 1위 음반이 되었다. 118,000장의 음반에 해당하는 음반으로 발매되었으며, 이 중 68,000장이 순수 판매량이었다.

## 곡 목록
| #            | 제목                        | 작사·작곡                                                                            | 프로듀서                         | 재생 시간 |
| ------------ | --------------------------- | ------------------------------------------------------------------------------------ | -------------------------------- | --------- |
| 1.           | 〈Tides〉                   | Ed Sheeran Johnny McDaid Foy Vance                                                   | Sheeran Vance Joe Rubel McDaid   | 3:15      |
| 2.           | 〈Shivers〉                 | Sheeran McDaid Kal Lavelle Steve Mac                                                 | Sheeran Fred Mac                 | 3:27      |
| 3.           | 〈First Times〉             | Sheeran David Hodges Fred                                                            | Sheeran Fred                     | 3:05      |
| 4.           | 〈Bad Habits〉              | Sheeran McDaid Fred                                                                  | Sheeran McDaid Fred Parisi       | 3:51      |
| 5.           | 〈Overpass Graffiti〉       | Sheeran McDaid Fred                                                                  | Sheeran McDaid Fred              | 3:56      |
| 6.           | 〈The Joker and the Queen〉 | Sheeran McDaid Fred Sam Roman                                                        | Sheeran McDaid Fred Romans       | 3:05      |
| 7.           | 〈Leave Your Life〉         | Sheeran                                                                              | Sheeran Elvira Anderfjärd        | 3:43      |
| 8.           | 〈Collide〉                 | Sheeran McDaid Fred Ben Kweller                                                      | Sheeran McDaid Fred Benji Gibson | 3:30      |
| 9.           | 〈2step〉                   | Sheeran Hodges Louis Bell Andrew Wotman                                              | Bell Watt                        | 2:33      |
| 10.          | 〈Stop the Rain〉           | Sheeran                                                                              | Sheeran Rubel Fred               | 3:23      |
| 11.          | 〈Love in Slow Motion〉     | Sheeran McDaid Natalie Hemby                                                         | Sheeran McDaid Fred Rubel        | 3:10      |
| 12.          | 〈Visiting Hours〉          | Sheeran McDaid Amy Wadge Anthony Clemons Kim Lang Smith Michael Pollack Scott Carter | Sheeran McDaid Parisi            | 3:35      |
| 13.          | 〈Sandman〉                 | Sheeran McDaid                                                                       | Sheeran McDaid                   | 4:19      |
| 14.          | 〈Be Right Now〉            | Sheeran McDaid Fred                                                                  | Sheeran McDaid Fred Parisi       | 3:31      |
| 총 재생 시간 | 총 재생 시간                | 총 재생 시간                                                                         | 총 재생 시간                     | 48:23     |

| #            | 제목                               | 작사·작곡        | 프로듀서     | 재생 시간 |
| ------------ | ---------------------------------- | ---------------- | ------------ | --------- |
| 1.           | 〈Merry Christmas〉 (with 엘튼 존) | Sheeran John Mac | Mac          | 3:28      |
| 총 재생 시간 | 총 재생 시간                       | 총 재생 시간     | 총 재생 시간 | 51:51     |

## 인증
| 국가                                                                                         | 인증        | 판매량/출하량 |
| -------------------------------------------------------------------------------------------- | ----------- | ------------- |
| 오스트레일리아 (ARIA)                                                                        | 플래티넘    | 70,000        |
| 오스트리아 (IFPI 오스트리아)                                                                 | 2× 플래티넘 | 30,000        |
| 브라질 (Pro-Música Brasil)                                                                   | 플래티넘    | 40,000        |
| 캐나다 (뮤직 캐나다)                                                                         | 4× 플래티넘 | 320,000       |
| 덴마크 (IFPI Danmark)                                                                        | 3× 플래티넘 | 60,000        |
| 프랑스 (SNEP)                                                                                | 3× 플래티넘 | 300,000       |
| 독일 (BVMI)                                                                                  | 골드        | 100,000       |
| 이탈리아 (FIMI)                                                                              | 2× 플래티넘 | 100,000       |
| 뉴질랜드 (RMNZ)                                                                              | 3× 플래티넘 | 45,000        |
| 폴란드 (ZPAV)                                                                                | 2× 플래티넘 | 40,000        |
| 포르투갈 (AFP)                                                                               | 골드        | 7,500^        |
| 싱가포르 (RIAS)                                                                              | 골드        | 5,000*        |
| 스페인 (PROMUSICAE)                                                                          | 골드        | 20,000        |
| 영국 (BPI)                                                                                   | 3× 플래티넘 | 1,126,364     |
| 미국 (RIAA)                                                                                  | 플래티넘    | 1,000,000     |
| *판매량을 기반으로 한 인증 · ^출하량을 기반으로 한 인증 · 판매량+스트리밍을 기반으로 한 인증 |             |               |